# Mezzana
Mezzana (IPA: /meʦˈʦana/, Ladinština: Mezanå) je obec v Trentinu v severní italské oblasti Trentino-Alto Adige / Südtirol, které se nachází asi 35 kilometrů severozápadně od Trenta.

## Fyzická geografie

### Území
Nachází se v údolí Val di Sole, podél břehů potoka Noce. Město získalo své jméno díky centrální poloze, kterou zaujímá v údolí. Leží na jižním svahu naproti lyžařskému středisku Marilleva postavenému na konci 60. let minulého století. Na území města jsou jezera Malghetto. Rozvoj tohoto střediska zimních sportů významně ovlivnil ekonomiku oblasti, což způsobilo významné sociálně-ekonomické změny.

## Sport
Město v roce 1993 hostilo mistrovství světa ve vodním slalomu. V roce 2010 se zde konalo mistrovství Evropy v raftingu.